# Donkere materie
Donkere materie is een hypothetische soort materie in het heelal die met optische middelen niet kan worden waargenomen, dus niet via de elektromagnetische straling die de aarde bereikt, kan worden gedetecteerd. Daarom wordt het donkere materie genoemd, om het van de zichtbare materie te onderscheiden. Op grond van verschillende voorbeelden, die in het artikel aan bod komen, wordt gedacht dat de totale hoeveelheid massa en energie van het heelal bestaat uit:
- 68% donkere energie
- 27% donkere materie
- 5% normale materie, de baryonen

Alles dat wij in staat zijn waar te nemen, alle materie die wij op een of andere manier kunnen detecteren, wordt baryonische materie genoemd. Dat is het verschil tussen baryonische en donkere materie. Donkere materie is in ieder geval noch voor de elektromagnetische, noch voor de sterke kernkracht gevoelig. Er is nog nooit, met geen enkel natuurkundig experiment enige vorm van donkere materie waargenomen.
Er zijn desondanks verschillende zwaarwegende argumenten om aan te nemen dat er donkere materie is, die zwaartekracht op baryonische materie uitoefent. De theorie van de donkere materie om waargenomen verschijnselen te verklaren is in overeenstemming met de relativiteitstheorie, dus ook met de theorie van de zwaartekracht.

## Donkere materie om afgeplatte spiraalstelsels
Een duidelijk voorbeeld is dat de totale geschatte aanwezige massa, in de vorm van baryonische materie, in sterrenstelsels niet genoeg is om de bewegingssnelheid van de sterrenstelsels in hun baan om het gemeenschappelijk zwaartepunt te kunnen verklaren. De onzichtbare baryonische massa bestaat uit onder andere uitgedoofde sterren en planeten. De baryonische massa kan op basis van de huidige natuurkundige theorieën en de ouderdom van de betrokken sterrenstelsels worden geschat.

### Aanwijzingen
Jacobus Cornelius Kapteyn in 1922 en Jan Hendrik Oort in 1932 hebben over materie geschreven, die niet kon worden waargenomen, maar waarmee zij bepaalde waarnemingen aan sterrenstelsels konden verklaren. Oort was bezig met het bestuderen van de Melkweg en bedacht als eerste dat de massa van het stelsel groter moest zijn dan alleen de zichtbare massa. De berekeningen van Oort bleken verkeerd  te zijn, maar Fritz Zwicky bewees het idee van Oort in 1933. Zwicky concludeerde met behulp van het viriaaltheorema dat er zoiets moest als donkere materie bestaan. Zijn observaties van acht sterrenstelsels in de Comacluster toonden aan dat de spreiding van de radiële snelheden veel groter was dan verwacht. De spreiding die Zwicky mat, bedroeg meer dan 1000 km/s, wat zou betekenen dat de massa ongeveer 400 maal zo groot zou moeten zijn als op grond van de waarnemingen was te verwachten. Zwicky nam aan dat dunkele Materie, donkere materie dus, verantwoordelijk was voor deze grote spreiding.

### Ontdekkingen

Rotatiekromme van de Driehoeknevel

In de jaren '70 van de 20e eeuw deden meerdere sterrenkundigen onderzoek naar snelheidsmetingen van sterrenstelsels. De snelheidsmetingen werden onder meer uitgevoerd aan de hand van  de 21cm-lijn gemeten in wolken waterstofgas. Deze wolken waterstofgas zijn zichtbaar in de verste buitengebieden van het spiraalstelsel, waar vrijwel geen sterrenlicht wordt geproduceerd. Bij elliptische stelsels kon deze meetmethode niet worden toegepast, doordat daarin vrijwel geen gas voorkomt. Met de gravitatiewetten werd uit de gemeten snelheid van de afgeplatte stelsels de benodigde massa berekend. 
In Nederland vond Albert Bosma aan de Rijksuniversiteit Groningen met de Westerbork Synthese Radiotelescopen in 1975 tot in de verre buitendelen van sterrenstelsels (waar vrijwel geen sterren meer zijn, maar wel waterstofgas) dat de massa van sterrenstelsels veel groter was dan de massa van de zichtbare sterren en gaswolken. In 1978 vonden de Amerikaanse sterrenkundigen Vera Rubin en Kent Ford hetzelfde resultaat in het zichtbare deel van sterrenstelsels.

### Rotatiesnelheden
Uit de metingen van Bosma en Rubin volgt dat de buitengebieden van de spiraalstelsels sneller ronddraaien dan verwacht werd op grond van de bekende massa. Dit heet het melkwegstelseldraaiingsprobleem. Er moet dus een sterker zwaartekrachtveld zijn dan gedacht. Hiervoor werd aangenomen dat er onzichtbare massa van donkere materie in de sterrenstelsels aanwezig is.
Dit wordt ook aan de hand van rotatiekromme van de Driehoeknevel in de figuur geïllustreerd. Het gaat om een spiraalvormig sterrenstelsel. De waargenomen en de voorspelde snelheden van de sterren zijn als functie van de afstand tot het centrum van het sterrenstelsel in de figuur uitgezet. Het verschil tussen de twee lijnen kan worden verklaard door een halo van donkere materie rondom het sterrenstelsel toe te voegen. Gegevens van de rotatiekrommen van sterrenstelsels geven aan dat ongeveer 90 procent van de massa van een sterrenstelsel onzichtbaar is en alleen door het effect, dat het op de zwaartekracht heeft, kan worden ontdekt.

## Theorie
Om een verklaring te zijn voor de snelheid van sommige sterrenstelsels moet donkere materie aan de volgende eigenschappen voldoen:
- zij heeft massa,
- zij bevindt zich in grote hoeveelheden in alle sterrenstelsels in het heelal,
- zij is noch voor de elektromagnetische, noch voor de sterke kernkracht gevoelig en
- zij is diffuus. Donkere materie gaat op de schaal van planetenstelsels niet klonteren.

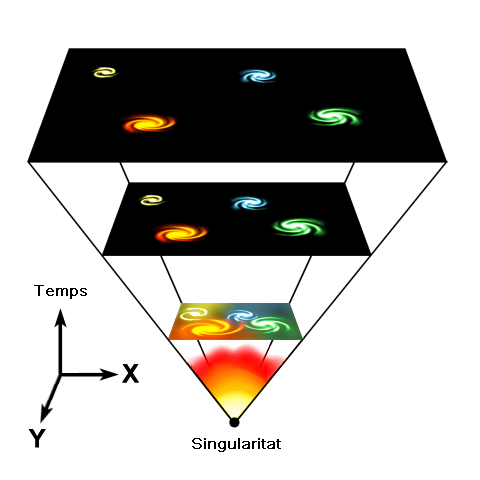
Ontwikkeling van het heelal na de oerknal
Temps = tijd

Donkere materie is ook een mogelijke oplossing voor bepaalde inconsistenties in de theorie van de oerknal. Niemand weet wat donkere materie is. Het verklaren van de aard van donkere materie is een van de onderwerpen die in de astronomie worden bestudeerd. Het gaat in filosofische terminologie om de gepostuleerde oerstof.
Er wordt door wetenschappers toch naar een fysische verklaring van de donkere materie gezocht. Een hypothese is het bestaan van elementaire deeltjes die alleen via de zwakke kernkracht een wisselwerking met hun omgeving aan kunnen gaan. Die deeltjes worden WIMPs genoemd, van weakly interacting massive particle, maar er is nog geen enkel experiment uitgevoerd waarmee hun bestaan is bewezen. Het idee is dat de donkere materie uit deze deeltjes bestaat, dus in ieder geval niet uit de gangbare elektronen, protonen en neutronen. Het kunnen neutrino's, axionen en andere hypothetische deeltjes zijn, die alleen voor de zwakke kernkracht gevoelig zijn. De neutralino's zijn daar ook een voorbeeld van. Dit deeltje wordt in de theorie van de supersymmetrie voorspeld als een combinatie van de superpartners van het foton, het Z-boson en het neutrale higgsboson.
Deze WIMPs zijn volgens de theorie tijdens de zeer korte inflatieperiode, 10-32 seconden na {\displaystyle t=0} aangemaakt, toen veel scalaire deeltjes werden aangemaakt. Het enige bekende scalaire deeltje, het boson met spin nul, is het higgsboson. De donkere materie zou de verdeling van de latere sterrenstelsels beïnvloeden.
Men veronderstelt dat de meeste massa van het heelal uit donkere materie bestaat. Er zou zeven keer meer donkere materie zijn dan baryonische materie. Dit is maar een vierde van wat nodig is om de expansie van het heelal tot stilstand te brengen. Het bepalen van de aard van de donkere massa is bekend als het donkerematerieprobleem of het probleem van de ontbrekende massa. Het is een van de onderwerpen, die binnen de moderne sterrenkunde worden bestudeerd. De baryonische materie kan in principe door de mens worden waargenomen, maar een groot deel daarvan is verscholen en onzichtbaar.

## Zwarte gaten
Alle materie, licht en ook donkere materie, dat zich eenmaal in een zwart gat bevindt, kan niet meer ontsnappen. Er komt wanneer donkere materie in een zwart gat valt in tegenstelling tot normale materie geen energie vrij, er vindt geen omzetting van kinetische energie in warmte en straling plaats. Het opnemen van donkere materie in zwarte gaten speelt een belangrijke rol in de theorie over het ontstaan en ontwikkeling van zwarte gaten. De straling uitgegeven door de verhitte materie rondom een zwart gat veroorzaakt een tegendruk, die de groei van zwarte gaten afremt, maar donkere materie ondergaat deze tegendruk niet. Zwarte gaten kunnen daardoor meer groeien. De tegendruk voor gewone materie wordt de eddingtonlichtkracht genoemd. In sommige sterrenstelsels met veel donkere materie kan een onbegrensde groei ontstaan. Hoe zwaarder het zwarte gat wordt, hoe meer materie wordt aangetrokken. De opname van donkere materie door zwarte gaten, meestal in het centrum van een sterrenstelsel, betekent ook dat er donkere materie uit de rest van het sterrenstelsel verdwijnt.
Na de oerknal van het heelal kunnen er geen stellaire zwarte gaten ontstaan kleiner dan vijf zonsmassa's. Bij kleinere supernova's ontstaan er neutronensterren. Er is onvoldoende druk om de tegendruk van de neutronen in de neutronenster te overwinnen. In de eerste fasen van de oerknal, voor het ontstaan van atomen, kunnen er theoretisch wel kleinere zwarte gaten ontstaan. Dit type zwart gat is volgens Stephen Hawking niet ontstaan door de eigen zwaartekracht ervan, maar door druk van buitenaf en zou tijdens of kort na de oerknal kunnen hebben bestaan. De kleinste exemplaren, als deze echt bestaan of hebben bestaan, zouden door de hawkingstraling in een fractie van een seconde verdampen. Grotere zwarte gaten groeien wel door massa uit de omgeving in het sterrenstelsel op te nemen. 
Volgens de theorie zouden er nog steeds veel primordiale zwarte gaten in sterrenstelsels zijn en bestaan uit donkere materie. Tevens zouden deze een grote rol hebben in de ontwikkeling van sterrenstelsels. Zo zouden de primordiale zwarte gaten de snelle ontwikkeling van de sterrenstelsels met grote zwarte gaten in het midden veroorzaken. De creatie van zwarte gaten door supernova's heeft veel tijd nodig.

## Donkere materie en elliptische sterrenstelsels
Een Europees team van astronomen presenteerde in april 2003 verrassend nieuws op de Brits-Ierse National Astronomy Meeting in Dublin: het lijkt er op dat er zich om sommige elliptische sterrenstelsels geen donkere materie bevindt. Deze ontdekking was mogelijk door een nieuwe meettechniek, de Planetaire Nevel Spectrograaf waarbij van planetaire nevels gebruik werd gemaakt in plaats van waterstofgas. Andere metingen suggereren dat in elliptische sterrenstelsels of in delen ervan wel donkere materie aanwezig kan zijn. Een verklaring voor deze waarneming is er nog niet. Het kan dat elliptische sterrenstelsels een andere ontstaansgeschiedenis dan spiraalstelsels hebben, maar ook dat de donkere materie is verdwenen door de wisselwerking met andere stelsels. De vraag blijft open hoe het komt dat er om elliptische stelsels heen kennelijk geen donkere materie aanwezig is.

## Alternatieve zwaartekracht in sterrenstelsels
Bij een sterrenstelsel zijn de zwaartekrachtberekeningen complex door de gespreide massaverdeling. De massa kan aan de hand van de rotatiekrommen van de sterren worden afgeleid. Aan de randen en buiten het sterrenstelsel zou volgens de huidige zwaartekrachttheorieën de derde wet van Kepler gelden: de orbitale snelheid is omgekeerd evenredig met het kwadraat van de afstand tot het middelpunt van het sterrenstelsel. Binnen het sterrenstelsel zelf is de zwaartekrachtgradiënt meer vergelijkbaar met een hemellichaam, waar de bolschilstelling voor massieve bollen met een hoge dichtheid in het midden van toepassing is. De waargenomen afvlakking van de rotatiekrommen, ook buiten het zichtbare deel met de sterren van het stelsel, kan alleen worden verklaard als er ook veel massa zich buiten het zichtbare sterrenstelsel bevindt waardoor de 'buitengrens', vanwaar Keplers wet volledig van toepassing is, veel verder van het middelpunt ligt.
Deze verklaring voor het afvlakken van de rotatiekrommen is afhankelijk van een bepaalde distributie van de donkere materie in het sterrenstelsel. Theorieën moeten kunnen verklaren hoe de donkere materie zich in een sterrenstelsel verspreid en hoe die zich in de evolutie van het heelal heeft verspreid. Dat is lastig omdat donkere materie geen of nauwelijks interactie heeft met gewone materie en deeltjes donkere materie ook onderling geen wisselwerking hebben. Een andere manier om het probleem te benaderen is om de zwaartekrachttheorieën aan te passen voor zeer grote afstanden en zeer kleine versnellingen. Er zijn ongeveer tien verschillende 'aangepaste zwaartekrachttheorieën' die de algemene relativiteitstheorie als uitgangspunt hebben.
Men kan zich de vraag stellen in hoeverre de theorie van de donkere materie en de aangepaste zwaartekrachttheorieën met de waarnemingen in overeenstemming zijn. De theorieën over de donkere materie zijn flexibel doordat er altijd donkere materie kan worden toegevoegd om de waarnemingen te laten kloppen. De sterrenstelsels zijn echter niet standaard. Ze hebben verschillende ontstaansgeschiedenissen, ze botsen met elkaar of ze fuseren en hebben veel verschillende vormen. Daarbij is het aannemelijk dat de hoeveelheid donkere materie per sterrenstelsel anders is, te meer daar donkere materie behalve met de zwaartekracht niet of nauwelijks met gewone materie interageert. McGaugh heeft in 2016 een studie gedaan van meer dan 150 sterrenstelsels waarbij de zwaartekracht werd berekend van de zichtbare massa en de veronderstelde donkere materie. De hoeveelheid berekende donkere materie bleek in een sterke correlatie met de zichtbare materie te staan. Bij de aangepaste zwaartekrachttheorie is de correlatie inherent aan de theorie.
Een bijzonder soort sterrenstelsel is het 'weinig licht'-sterrenstelsel. Daarin zijn de sterren meer gespreid en geven ze in totaal minder licht af. Men ging ervan uit dat er zowel minder zichtbare massa als donkere materie aanwezig is. De orbitale snelheid is echter dezelfde als bij normale sterrenstelsels, wat een veel grotere hoeveelheid van donkere materie betekent. Bij de donkere-materietheorieën wordt ervan uitgegaan dat bij het ontstaan van sterrenstelsels de verhouding van donkere materie en zichtbare materie gelijk is. Er worden dan hypothesen bedacht om de overtollige zichtbare materie, de gaswolken, 'weg te blazen' met straling uit grote sterren en supernova's. Dit is een onwaarschijnlijk en inefficiënt proces waarbij bijna alle energie van supernova's wordt gebruikt om gas weg te blazen uit het sterrenstelsel. Aangepaste zwaartekrachttheorieën hebben geen moeite om deze sterrenstelsels te verklaren. De effecten van de aangepaste zwaartekrachttheorieën treden immers eerder op bij zwakke zwaartekrachtversnellingen. De aangepaste zwaartekrachttheorieën verklaren goed bewegingen van de dwergsterrenstelsels rondom de Andromedanevel. De zwaartekracht vanuit de Andromedanevel is groter dan de interne zwaartekracht van de dwergsterrenstelsels. De theorieën over de donkere materie kunnen dit alleen verklaren door het toevoegen van extra veronderstellingen aan de computersimulaties.
Waarin de zwaartekrachttheorieën minder goed zijn, is het verklaren van de beweging van sterrenstelselclusters. Voor de benadering van het heelal als geheel hebben de meeste aangepaste zwaartekrachttheorieën geen antwoord. Natuurkundige Erik Verlinde doet daar onderzoek naar. Zijn theorie van de zwaartekracht beweert een oplossing te hebben. Als donkere materie niet bestaat en het heelal hierdoor minder massa bevat dan verondersteld, is ook de hoeveelheid donkere energie nodig voor versnellende expansie van het heelal te verklaren kleiner.
- Een alternatieve mogelijkheid om de gravitatiekrachten in sterrenstelsels te verklaren is te veronderstellen dat de gravitatiekrachten in sterrenstelsels groter zijn dan de Newtoniaanse bij grote afstanden. Dit kan men doen door te veronderstellen dat de kosmologische constante negatief is. Deze waarde wordt op basis van recente observaties verondersteld positief te zijn.
- Een andere mogelijkheid is een veranderende Newtoniaanse dynamica te veronderstellen. Een benadering, voorgesteld door Finzi (1963) en opnieuw door Sanders (1984), is de zwaartekrachtspotentiaal {\displaystyle U} te vervangen door een algemene vorm

{\displaystyle U={\frac {Gm(1-Be^{-r/\rho })}{(1-B)r}}}
waarin {\displaystyle m} de massa voorstelt, {\displaystyle r} de afstand, {\displaystyle G} de gravitatieconstante en {\displaystyle B} en {\displaystyle \rho } aanpasbare parameters zijn. Binnen de mechanica van Newton geldt {\displaystyle B=0} en/of {\displaystyle \rho =\infty }.
Al deze benaderingen leiden tot moeilijke verklaringen van de verschillende gedragingen van de verschillende sterrenstelsels en clusters, terwijl deze makkelijk te beschrijven zijn door verschillende hoeveelheden donkere materie te veronderstellen.
Een andere theorie voor de zwaartekracht moet ook het volgende kunnen verklaren:
1. de details van de vele zwaartekrachtlenzen,
2. verdeling van de achtergrondstraling,
3. de groteschaalstructuren en
4. de precisiemetingen in het zonnestelsel.

Een nieuwe zwaartekrachttheorie geeft nu ook een verklaringen voor de ontwikkeling van het heelal en de verdeling van de achtergrondstraling, een moeilijkheid voor de aangepaste zwaartekrachttheorieën.
Volgens de theorie van de donkere materie en de algemene relativiteitstheorie mogen de sterrenstelsels in hun lokale zwaartekracht en sterrenbewegingen behalve voor getijdeneffecten niet door de externe zwaartekracht van de nabij gelegen sterrenstelsels worden beïnvloed. Volgens MOND-zwaartekrachttheorieën zou er een external field effect EFE bij sterrenstelsels zijn die onder invloed zijn van externe zwaartekrachtvelden. Met een statische studie van de 'Spitzer Photometry and Accurate Rotation Curves SPARC' in sterrenstelsels in combinatie met de schatting van de grootschalige zwaartekrachtvelden in het heelal, is een EFE-effect gemeten. Dit kan volgens de auteurs van de studie niet door de gangbare theorie van de donkere materie worden verklaard.

## Soorten
Men veronderstelt dat er twee verschillende soorten donkere materie zijn:
- Koude donkere materie of cold dark matter, ook wel WIMPs genoemd, voor weakly interacting massive particle – Dit bestaat uit nog onbekende deeltjes die massa hebben, maar ze hebben geen lading, en zijn ook niet aan de sterke kernkracht onderhevig. Ze interageren dus alleen via de zwaartekracht en eventueel de zwakke kernkracht of nog onbekende krachten die gewone materie niet voelt. In de loop der jaren zijn heel wat kandidaten voorgesteld; momenteel gelden de deeltjes die door de theorie van de supersymmetrie worden voorspeld (of althans de lichtste en daardoor stabielste daarvan, vermoedelijk het neutralino), als de meest vooraanstaande kandidaten.
- Hete donkere materie of hot dark matter – Deze materie verschilt daarin van koude donkere materie, dat de afzonderlijke deeltjes zeer licht zijn. Ze bewegen zich daardoor met een snelheid die dicht tegen de lichtsnelheid aanligt. Een voor de hand liggende kandidaat is hier het neutrino, dat, als het massa zou hebben, wat nog niet definitief is aangetoond, maar wel zeer waarschijnlijk lijkt, precies aan de voorwaarden voor hete donkere materie zou voldoen.

Berekeningen geven aan dat er om bepaalde verschijnselen te verklaren te weinig baryonische materie is. Dit ligt aan de nucleosynthese in het jonge heelal. De aangetroffen abundanties, de relatieve hoeveelheid voorkomen, van de diverse elementen en isotopen leveren daardoor behoorlijk strenge limieten voor de dichtheid van de baryonische materie in het jonge heelal.
Een model met alleen hete donkere materie voldoet ook niet. Hete donkere materie heeft veel minder de neiging om samen te klonteren, dichtheidsvariaties te vormen, dan baryonische en koude materie. Als alle niet-baryonische materie heet zou zijn, zou er daarom onvoldoende samenklontering zijn om het ontstaan van sterrenstelsels te verklaren. Hete donkere materie wordt daarom steeds besproken als een deel van een gemengde theorie voor donkere materie.

## Waarnemingen

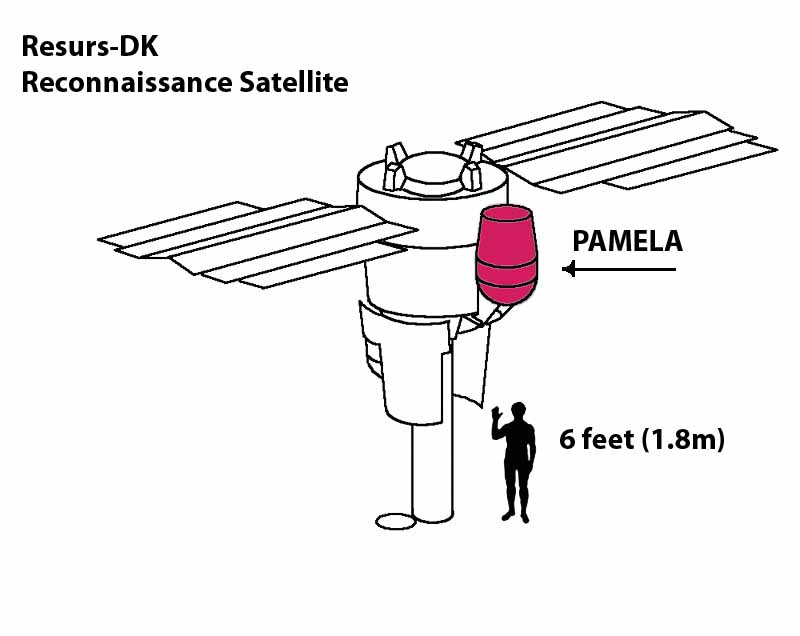
PAMELA-detector

Metingen met de WMAP-satelliet brachten aan het licht dat 23% van de massa van het heelal donkere materie is, wat veel meer is dan de 4% 'gewone' zichtbare materie.
Er zijn in 2009 zo'n 20 experimentele projecten om WIMPs te detecteren. Het gaat erom de 10 tot 100 keV waar te nemen die een WIMP uit de halo van de Melkweg achterlaat bij botsing met een atoomkern in een detector. Het probleem is dit verschijnsel te scheiden van de enorme ruis.
Het DAMA-experiment in het Gran Sasso-laboratorium onder de Apennijnen gaf aanwijzingen voor een stroom van donkere materie die spoort met de aardbaan door de halo van donkere materie rond de Melkweg. Maar dit resultaat is (nog) niet bevestigd door andere experimenten. De massa van de eenvoudigste supersymmetrische WIMP die werd voorgesteld ter verklaring van de DAMA-bevindingen, werd uitgesloten door andere experimenten.
Een andere mogelijkheid is de waarneming van de annihilatie van WIMPs, waarbij hoog-energetische fotonen en kosmische stralen in de vorm van positronen, antiprotonen en neutrino's vrijkomen met mono-energetische gammastraling. De dichtstbijzijnde bronnen zijn het centrum van de Melkweg, waar de dichtheid van donkere materie hoog is en de kernen van dwergstelsels rond de Melkweg.
PAMELA, een detector voor kosmische straling op een satelliet, nam in 2008 een onverwachte overvloed van positronen waar, net als de ballonproef ATIC die met een calorimeter werkte. Deze positronen zouden afkomstig kunnen zijn van de annihilatie van WIMP's.